# Bopyridae
Bopyridae sind eine Familie der Asseln mit etwa 470 Arten in 10 Unterfamilien, die ausnahmslos als Parasiten bei Zehnfußkrebsen auftreten. Sie machen etwa 80 % der Epicaridea aus, Fossilfunde sind nicht bekannt.

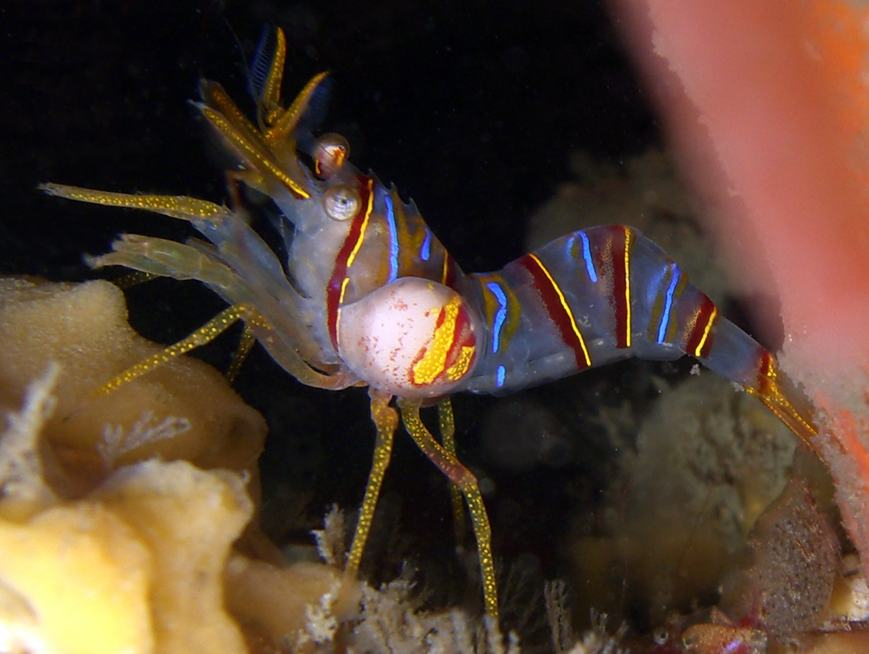
Anschwellung im Bereich der Kiemenkammer bei einer Anemonengarnele infolge des Befalls mit Bopyridae

## Merkmale
Bopyridae haben die typischen Merkmale der Asseln. Ihre Mundwerkzeuge sind als Saugorgane modifiziert. Der deutlich segmentierte Körper trägt acht Schreitbeinpaare. Der Körper der Weibchen ist weitestgehend auf die Eiproduktion reduziert. Die Oostegiten formen eine Bruttasche. Die Männchen sind deutlich kleiner als die Weibchen.

## Lebensweise
Bopyridae sind obligate Parasiten und können im Freiwasser nicht mehr überleben. Ihr Körper ist verdreht, die Pereopoden sind nicht mehr zur Bewegung befähigt, die Mundanhänge sind reduziert oder zurückgebildet und die Augen sind vermutlich funktionslos. Sie heften sich als Larve an die Oberfläche ihres Wirts und besiedeln als Adulte meist die Kiemenkammer, einige Arten das Pleon. Die Männchen sind meist an den Weibchen zwischen ihren Pleopoden angeheftet. Die Weibchen saugen Hämolymphe aus den Blutsinus der Kiemenkammer, wobei sie bis zu einem Viertel der Hämolymphe ihres Wirts am Tag saugen können. Männchen scheinen keinen Kontakt zum Wirt zu haben, sie ernähren sich entweder vom Weibchen oder nehmen gar keine Nahrung auf.
Die Eier werden in die Bruttasche abgegeben, wo sie embryonieren und die als Epicaridium bezeichnete Larve schlüpft. Sie hat lanzettartige Mundwerkzeuge und sechs Paare von Pleopoden. Sie sind gute Schwimmer und suchen sich innerhalb von zwei Wochen einen Zwischenwirt, Ruderfußkrebse der Ordnung Calanoida. Hier heften sie sich an und durchbohren die Kutikula. Nach ein paar Tagen häuten sie sich zum zweiten Larvenstadium, welches Microniscus genannt wird. Dieses verbleibt mehrere Wochen am Ruderfußkrebs und wächst um das Zehnfache. Schließlich entwickelt diese sich zur freischwimmenden Larve, Cryptoniscus, welche einen neuen Endwirt aufsucht.

## Systematik
Zur Familie gehören folgende Unterfamilien:
- Argeiinae Markham, 1977
- Athelginae Codreanu & Codreanu, 1956
- Bathygyginae Markham, 2016
- Bopyrinae Rafinesque, 1815
- Hemiarthrinae Markham, 1972
- Keponinae Boyko, Moss, Williams & Shields, 2013
- Orbioninae Codreanu, 1967
- Phyllodurinae Markham, 1977
- Pleurocryptellinae Williams & Boyko in Williams, Boyko & Stewart, 2024
- Pseudioninae Codreanu, 1967